# Alfred Sherwood Romer
Pour les articles homonymes, voir Römer.
Alfred Sherwood Romer est un paléontologue et un zoologiste américain, né le 28 décembre 1894 à White Plains (New York) et mort le 5 novembre 1973 à Cambridge (Massachusetts) .

## Biographie
Il est le fils d’Harry Houston Romer et d’Avelyn née Sherwood. Il commence à travailler comme employé dans une compagnie de chemin de fer avant d'obtenir une bourse pour étudier au Amherst College. Bien que ses sujets d'étude principaux sont l'histoire et la littérature allemande et il n'a qu'un seul cours de biologie. Il obtient un Bachelor of Arts en 1917 et sert en France durant la Première Guerre mondiale. À son retour, il devient l'un des étudiants de William King Gregory (1876-1970) à l’université Columbia, Charles Lewis Camp (1893-1975) et Gladwyn Kingsley Noble (1894-1940) sont ses condisciples. Il obtient son Ph. D. en 1921 avec une thèse sur les muscles de reptiles fossiles. Il se marie avec Ruth Hibbard le 12 septembre 1924, union dont naîtra trois enfants.
Il travaille d’abord comme instructeur en anatomie au Bellevue Medical College de l’université de New York de 1921 à 1923, puis il est professeur associé en paléontologie des vertébrés à l’université de Chicago de 1923 à 1931, puis professeur de 1931 à 1934, puis professeur de zoologie et conservateur du département de paléontologie des vertébrés du Museum of Comparative Zoology d'Harvard de 1934 à 1965. Il occupe la chaire Alexander Agassiz de zoologie de 1947 à 1965, dirige le laboratoire de biologie de 1944 à 1946, puis le Museum of Comparative Zoology de 1946 à 1961. Il a notamment la charge de mettre de l'ordre dans un service désorganisé et désargenté. Après son départ à la retraite, il continue de s'occuper de recherche jusqu'à la fin de sa vie.
Romer fait partie de plusieurs sociétés savantes dont la National Academy of Sciences (dont il reçoit la médaille Thompson en 1956 et la Médaille Daniel Giraud Elliot en 1960), l’American Society of Zoologists (qu’il dirige en 1950), l’American Association for the Advancement of Science (dont il est vice-président en 1948, directeur de 1958 à 1964 et président en 1966), la Geological Society of London (qui lui décerne la Médaille Wollaston en 1973) et bien d’autres tant américaines qu’étrangères. Il reçoit également la médaille Penrose en 1962 et médaille linnéenne en 1972. Parmi ses élèves, nombreux sont ceux qui seront de réputés paléontologues et herpétologistes comme Donald Baird, Robert L. Carroll, David Hosbrook Dunkle (1911-), Everett Claire Olson (1910-1993), Thomas Sturges Parsons (1930-), Carl Gans...
Romer est notamment l’auteur de Vertebrate Paleontology(1933), Man and the Vertebrates (1933), The Vertebrate Body (1949), Osteology of Reptiles (1956) et The Vertebrates Story (1959), ainsi que de nombreux articles sur la paléontologie des vertébrés et leur anatomie, spécialement des amphibiens et des reptiles.
Il a popularisé des diagrammes évolutifs sous la forme d'« arbres à bulles », désignés sous le nom de « romérogrammes ».

## Liste partielle des publications
- 1933 : Man and the vertebrates (Harmondsworth, Penguin) — réimpression, 1937 ; 2e édition, 1954 ; 3e édition, 1968 ; 4e édition, 1971 ; 5e et 6e édition avec Thomas Sturges Parsons (1930-), 1977 et 1986.
- 1933 : Vertebrate paleontology (Chicago, University of Chicago Press) — 2e édition, 1945 ; 3e édition, 1966.
- 1940 : Avec Llewellyn Ivor Price (1905-1980) Review of the Pelycosauria (New York : Arno Press) — réédition, 1980.
- 1947 : Review of the Labyrinthodontia (Cambridge, MA : Museum of Comparative Zoology).
- 1956 : Osteology of the reptiles (Chicago, University of Chicago Press) — réédition, 1997.
- 1956 : Avec David Meredith Seares Watson (1886-1973), A classification of therapsid reptiles (Cambridge, The Museum).
- 1956 : A shorter version of the second edition of The vertebrate body (Philadelphia, Saunders).
- 1959 : The vertebrate story (Chicago, University of Chicago Press) — 4e édition.
- 1963 : The larger embolomerous amphibians of the American Carboniferous (Cambridge, The Museum).
- 1964 : The braincase of the Paleozoic elasmobranch Tamiobatis (Cambridge, The Museum).
- 1966 : Avec John Willis Stovall (1891-1953) et avec Llewellyn Ivor Price (1905-1980),  The postcranial skeleton of the giant Permian Pelycosaur Cotylorhynchus romeri (Cambridge, Harvard University).
- 1967 : The procession of life (Garden City, N.Y., Anchor Books) — réédition, 1968 et 1972.

## Sources
- Kraig Adler (1989). (en) Contributions to the History of Herpetology, Society for the study of amphibians and reptiles : 202 p.  (ISBN 0-916984-19-2)
- Allen G. Debus (dir.) (1968). (en) World Who’s Who in Science. A Biographical Dictionary of Notable Scientists from Antiquity to the Present. Marquis-Who’s Who (Chicago) : xvi + 1855 p.